# José María Bultó
José María Bultó Marqués (Barcelona, 9 de marzo de 1900 - Barcelona, 9 de mayo de 1977) fue un empresario textil y químico español.  Su asesinato con una bomba lapa en 1977 por Exèrcit Popular Català (EPOCA) conmocionó a la sociedad catalana en los primeros años de la Transición. 

## Biografía
Nacido en Barcelona en 1900, era miembro de la cuarta generación de una próspera familia de industriales de Cataluña. Durante la guerra civil colaboró con uno de los servicios de espionaje de la zona sublevada, el SIFNE.
Dentro del ámbito empresarial fue el accionista mayoritario de la textil Fábricas Marqués s.a. También fue accionista y presidente desde 1965 de la química S.A. Cros, (actual Ercros) una de las principales químicas de España. Participó asimismo en el sector de la automoción en Fundaciones Industriales, SA FISA, presidida por su hermano Francisco Bultó, Bultaco y Compañía Española de Motores (CEMOTO), fundada en 1958, entre otras. Además, fue el primer presidente del Banco Industrial de Cataluña, absorbido por Banca Catalana en 1971. 
En cuanto a las organizaciones empresariales, este relevante empresario de la industria textil catalana, el sector industrial más importante durante el franquismo en Cataluña, fue vicepresidente del Consorcio de Industriales Textiles Algodoneros (CITA). Además, de 1957 a 1961 fue presidente de la Asociación de Industriales Textiles Algodoneros (SECEA), organismo patronal integrado en los sindicatos verticales. 
El 20 de junio de 1972 recibió la Orden del Mérito Civil de manos del ministro de Industria, José María López de Letona.En 2001 le fue concedida la Gran Cruz de la Real Orden de Reconocimiento Civil a las Víctimas del Terrorismo.

## Asalto y muerte
El lunes 9 de mayo de 1977 fue asaltado a la hora de comer en el domicilio de su hijo Manuel Bultó Font en la calle Muntaner, donde residía, por los terroristas Antoni Massaguer y Xavier Barberà de EPOCA (Exèrcit Popular Català). Habían accedido con el engaño de ser operarios de la compañía del gas. Le adosaron una bomba al cuerpo, le exigieron 500 millones de pesetas para liberarle y se marcharon tras tratar de imponer sus exigencias. Bultó se negó al chantaje y se marchó a su domicilio de Pedralbes con la excusa de ir a la comisaría a denunciar. Allí, mientras trataba de librarse de la bomba, ésta se detonó causando su muerte a los setenta y siete años.
Jaume Martínez Vendrell fue condenado en 1982 por el Tribunal Supremo a 36 años de prisión como inductor de los asesinatos de Bultó, en mayo de 1977, y del exalcalde de Barcelona, Joaquín Viola y su esposa, en enero de 1978. Nunca llegó a cumplir la condena, puesto que huyó a Andorra. Se entregó en 1988, falleciendo al poco tiempo. El ayuntamiento de Santa Coloma de Cervelló le dedicó una placa en su honor 2002 que finalmente pudo ser retirada en 2018 tras un proceso judicial.
En 1982 La Audiencia Nacional condenó a Antoni Massaguer y Xavier Barberà a treinta años de reclusión mayor, como autores materiales de la colocación del artefacto explosivo en el pecho de Bultó; a un tercer procesado, Fernando Jabardo, a doce años, como cómplice, y a Dolores Tubau y Abel Rebollo, a dos años y tres meses cada uno, como autores de un delito de colaboración con bandas armadas. Massager y Barberá fueron puestos en libertad el 30 de junio de 1989.
En octubre de 1985 Carles Sastre, dirigente del grupo terrorista Terra Lliure, fue condenado a 30 años de cárcel por su intervención en este asesinato. Montserrat Tarragó también fue condenada a cuatro años de prisión por su participación, como autora de un delito de colaboración con bandas armadas. Han sido homenajeados por CUP y otras organizaciones del independentismo catalán.

## Vida privada
Era viudo de Montserrat Font de Fors, hija del arquitecto Josep Font i Gumà y de Bárbara María de Fors y de Cuenca, descendiente de una aristocrática familia francesa. José María Bultó era hermano de Francisco Bultó, conocido por ser el propietario, junto a otras muchas, de la empresa de motocicletas Bultaco. Además, fue tío de Álvaro Bultó.